# چریوبهن میایکیم
چریوبهن میایکیم (تایلندی: เฉลิมพล มาลาคำ) یک هنرپیشه و خواننده اهل تایلند است. وی در استان سورین متولد شد.

## دیسکوگرافی
- Tam Jai Mae Terd Nong
- Ror Mia Phee Pler
- Ar Dia Rak Wan Khao Phan Sa
- Pued Tam Nan Bak Job Loey[۴]
- Kid Hod Pla Keng
- Sieng Jak Phoo Yai Baan